# Allison Munn
Allison Munn (ur. 7 października 1974 w Columbii w Karolinie Północnej) – amerykańska aktorka. Występuje w serialach, filmach pełnometrażowych, pojawiała się także na Broadwayu.

## Wybrana filmografia
- 2000: Prawo i bezprawie (Law & Order: Special Victims Unit) – Emily Harlin
- 2001-2006: Różowe lata siedemdziesiąte (That '70s Show) – Caroline
- 2002: JAG – Wojskowe Biuro Śledcze – Sue Ellen Newton
- 2003-2006: Siostrzyczki – Tina Haven
- 2003: Czarodziejki – Wendy
- 2005: A Couple of Days and Nights – Tequila
- 2005: Elizabethtown – Charlotte
- 2014-: Nicky, Ricky, Dicky i Dawn – Anna Harper
- 2020: 
  - Wielkie zawody komediowe (serial) jako Cassy
  - Big Show i jego Show (serial)[1].